# Петрово (Казахстан)
Петро́во (каз. Петрово) — село у складі Байтерецького району Західноказахстанської області Казахстану. Входить до складу Январцевського сільського округу.
Населення — 72 особи (2021; 360 у 2009, 151 у 1999, 194 у 1989).